# SVG Einbeck
Die SVG Einbeck (offiziell: Spielvereinigung Einbeck von 1905 e. V.) ist ein Fußballverein aus Einbeck im Landkreis Northeim. Die erste Fußballmannschaft spielte fünf Jahre in der Oberliga Niedersachsen/Bremen.

## Geschichte
Am 20. Mai 1905 gründeten einige Kaufmannsgehilfen des Versandhauses Stukenbrok den Einbecker FC 05. Dieser fusionierte im August 1912 mit dem im Jahre 1906 von Handwerkern gegründeten FC Sport Einbeck zum Einbecker FV 05. Im Jahre 1926 wurde der Verein in Einbecker SV 05 umbenannt. Am 12. Juli 1979 fusionierte dieser Verein mit der Fußballabteilung des SV Eintracht 1893 Einbeck zur SVG Einbeck 05. Die Eintracht wiederum entstand durch die Fusion des 1893 gegründeten ATSV Einbeck mit dem SV Eintracht 1919 Einbeck.

### Einbecker SV 05
In den 1920er Jahren war der Einbecker SV 05 eine Fahrstuhlmannschaft zwischen der höchsten und zweithöchsten Spielklasse, wobei sich die Mannschaft zwischen 1930 und 1932 länger als ein Jahr in der Erstklassigkeit halten konnte. Mit der Einführung der Gauligen wurde Einbeck 05 1933 in die dritte Liga eingestuft, aus der die Mannschaft prompt aufsteigen konnte. In der zweitklassigen Bezirksklasse wurden die Einbecker 1935, 1936 und 1940 jeweils Vizemeister und verpassten die Aufstiegsrunde zur Gauliga Niedersachsen nur knapp.
Nach dem Ende des Zweiten Weltkrieges gehörte der SV 05 im Jahre 1949 zu den Gründungsmitgliedern der Amateurliga 5. Dort wurde die Mannschaft 1951 Meister und schaffte in der folgenden Aufstiegsrunde den Sprung in die zweitklassige Amateuroberliga Ost. In der Aufstiegssaison wurden die Einbecker die Sensationsmannschaft und führten 13 Wochen lang die Tabelle an. Am Saisonende reichte es wegen eines Torverhältnisses von 80:80 nur zu Rang neun.
Am 5. April 1953 traf der SV 05 auf den Oberligaabsteiger Eintracht Braunschweig. Einbeck führte zwischenzeitlich mit 3:1, verlor dann allerdings noch mit 3:6. Zwei Jahre später stiegen die 05er in die Amateurliga ab. In den Jahren 1960 und 1963 wurde die Mannschaft jeweils Vizemeister und qualifizierte sich dann im Jahre 1964 für die neu geschaffene Verbandsliga Süd, wo die Mannschaft 1969 hinter den Amateuren des 1. SC Göttingen 05 Vizemeister wurde und den Niedersachsenpokal gewann.
1972 führten die Einbecker monatelang die Tabelle an. Eine 2:3-Heimniederlage gegen SuS Northeim und ein 0:3 beim Hannoverschen SC führten dann zur Vizemeisterschaft. Die erfolgreiche Mannschaft zerbrach und der SV 05 musste ein Jahr später aus der Verbandsliga absteigen. Zwischen 1975 und 1977 kehrte man kurzzeitig zurück.

### Eintracht Einbeck
Eintracht Einbeck konnte nur wenige sportliche Erfolge vorweisen. Wie der SV 05 gehörte auch die Eintracht 1949 zu den Gründungsmitgliedern der Amateurliga 5, stieg aber schon in der ersten Saison als Vorletzter ab. Im Jahre 1958 gelang die Rückkehr und vier Jahre später mit Rang fünf die beste Platzierung. Aber schon im Jahre 1964 verpasste die Mannschaft im Rahmen der Ligenreform die neu geschaffene Verbandsliga. Ein Punkt fehlte dabei auf den Sechsten VfB Holzminden. Bis zur Fusion war die Eintracht nur auf Bezirksebene aktiv.

### SVG Einbeck
Zwei Jahre nach der Fusion gelang im Jahre 1981 der Aufstieg in die Landesliga. 3.500 Zuschauer sahen dabei den entscheidenden 2:1-Sieg über die zweite Mannschaft des VfL Wolfsburg. 1983 gelang der Aufstieg in die Verbandsliga, nachdem sich die Einbecker ein langes Kopf-an-Kopf-Rennen mit SuS Northeim lieferten. Gleich in der ersten Spielzeit scheiterte die Mannschaft als Fünfter nur knapp an der Aufstiegsrunde zur Oberliga Nord. In der Folgezeit wurde die SVG zu einer Fahrstuhlmannschaft, die 1988 aus der Verbandsliga abstieg und sich zwei Jahre später in der Bezirksoberliga wiederfand. 1994 gelang der Aufstieg in die Landesliga Braunschweig, ehe zwei Jahre später der Sprung in die Niedersachsenliga Ost gelang. Als Aufsteiger wurden die Einbecker auf Anhieb Meister vor dem Rotenburger SV und schafften den Durchmarsch in die Oberliga Niedersachsen/Bremen.
Während der Saison 1998/99 hatten die 05er lange Zeit gute Chancen auf den Aufstieg in die Regionalliga Nord. Trotz eines 5:0-Sieges über den späteren Meister Göttingen 05 reichte es nach einer schwachen Rückrunde, in der die Einbecker zehn Spiele in Folge sieglos blieben, nur zu Rang sechs. Ein Jahr später stiegen die Einbecker aus der Oberliga ab, da es wegen der Verkleinerung der Regionalliga zu einem erhöhten Abstieg kam. Zwar gelang der Mannschaft der sofortige Wiederaufstieg, die Leistung wurde vom Publikum kaum honoriert. Laut Trainer Latermann stieg die Mannschaft auf, „ohne das es jemand gemerkt habe“. Nach einem Jahr Oberliga ging es 2002 zurück in die Niedersachsenliga. Zwei Jahre später zog der Verein seine Mannschaft wegen niedriger Zuschauerzahlen in die Bezirksoberliga Braunschweig zurück. Bis zum Jahre 2011 hielt sich der Verein dort, ehe der Abstieg in die Bezirksliga folgte.
Nach Abgängen mehrerer Spieler, von denen viele Leistungsträger waren, und interner Unstimmigkeiten wurde für die Saison 2012/13 nur noch eine Herrenmannschaft für die 1. Kreisklasse gemeldet. Doch auch dieses Vorhaben ließ sich nicht umsetzen. Erst 2014 wurde eine neue Mannschaft in der 2. Kreisklasse gemeldet, die prompt den Aufstieg schaffte. Zwei Jahre später gelang der Aufstieg in die Kreisliga Northeim-Einbeck, wo in der Saison 2016/17 der Durchmarsch in die Bezirksliga gelang. Nach zwei Jahren ging es wieder runter in die Kreisliga. Nach zwei wegen der Corona-Pandemie annullierten Kreisliga-Spielzeiten gelang in der Saison 2021/22 der Wiederaufstieg in die Bezirksliga. Aus dieser stieg man nach einer Saison wieder ab.

## Persönlichkeiten
- Lutz Lillig, Zweitligaspieler bei Arminia Bielefeld
- Peter Lübeke, Bundesligaspieler beim Hamburger SV, Eintracht Braunschweig, Ajax Amsterdam und Hércules Alicante
- Herbert Poesger, Zweitligaspieler bei Hannover 96, OSV Hannover und VfB Oldenburg
- Bernd Schuhmann, Bundesligaspieler beim Hamburger SV
- August Wenzel, Präsident des Norddeutschen Fußball-Verbandes